# Ассоциация свободы
Ассоциация свободы (англ. The Freedom Association) — британская некоммерческая организация, аналитический центр, позиционирующий себя, как непартийный, правоцентристский и либертарианский. Был основан в 1975 году под названием Национальная ассоциация за свободу (англ. National Association for Freedom) и получил известность благодаря своей антипрофсоюзной агитации. Популярность организации выросла после кампаний против нападок на индивидуальную свободу людей, исходящих, по мнению активистов, от чрезмерного влияния правительства, крупного бизнеса и терроризма. В конце 1970-х годов в Ассоциации свободы состояло около 20000 членов. Ассоциация выступала против спортивных санкций, наложенных на Южную Африку эпохи апартеида в 1980-е годы. Организация также оппонировала вступлению Великобритании в Евросоюз, кроме этого выступала за большую независимость BBC. Ассоциация свободы имеет тесные связи с Консервативной партией, в состав совета организации входят семь членов палаты общин от «тори». Почётным президентом центра является бывший депутат парламента от консерваторов, а ныне член партии независимости Соединённого Королевства Кристофер Джилл. Почётный вице-президент — советский писатель и диссидент Владимир Константинович Буковский.

## Политическая позиция

### Семь основных принципов
Ассоциация свободы декларируют семь основных принципов свободного общества:
1. Индивидуальная свобода
2. Персональная и семейная ответственность
3. Верховенство закона
4. Ограниченное государство
5. Свободная рыночная экономика
6. Национальная парламентская демократия
7. Мощные национальные силы обороны[2].

### Отношения с политическим партиями
У Ассоциации свободы нет формальных связей с какой-либо политической партией Великобритании, но многие члены организации, как в прошлом, так и сейчас ассоциируются с консерваторами. СМИ нередко называют Ассоциацию свободы «консервативным крылом консервативной партии». В состав совета Ассоциации входят семь членов британского парламента (все от консерваторов): Кристофер Чоуп, Филип Дэвис, Роберт Халфон, Филип Холлобоун, Джеральд Хоуарт, Джон Уатингдэйл и Эндрю Розинделл, два европейских парламентария: Дэниэль Ханнан (также от «тори») и Роджер Хэлмер (от партии независимости Соединённого Королевства). Кроме этого в совете числится бывший лидер ПНСК и член палаты лордов Лорд Малькольм Пирсон.